# باتريك كوان
باتريك كوان (بالإنجليزية: Patrick Cowan)‏ هو لاعب كرة قدم أمريكية أمريكي، ولد في 23 مارس 1986.